# Хронологія світових рекордів з шосейного бігу на 50 кілометрів серед жінок
Рекорди світу з бігу на 50 кілометрів визнаються Світовою легкою атлетикою з-поміж результатів, які показали легкоатлетки на шосейній дистанції, за умови дотримання встановлених вимог.
Світова легка атлетика почала ратифікацію світових рекордів у цій дисципліні з 1 січня 2022.
У жінок фіксується два різновиди світових рекордів на дистанції — ті, що показано у суто жіночих (англ. women only) забігах, та ті, що показано у змішаних (англ. mixed) забігах (за участі чоловіків).

## Хронологія рекордів

### Змішані забіги
| Результат                              | Атлетка           | Місто змагань | Дата змагань | Примітки    | Відео |
| -------------------------------------- | ----------------- | ------------- | ------------ | ----------- | ----- |
| 2:59.54                                | Дезіре Лінден США | Орегон        | 13.04.2021   | [ 2 ] [ 1 ] |       |
| 3 роки, 346 днів від дати встановлення |                   |               |              |             |       |

### Жіночі забіги
| Результат                             | Атлетка                   | Місто змагань | Дата змагань | Примітки    | Відео            |
| ------------------------------------- | ------------------------- | ------------- | ------------ | ----------- | ---------------- |
| 3:04.24                               | Ірветт ван Зіл ПАР        | Гебеха        | 23.05.2021   | [ 3 ] [ 1 ] | Відео на YouTube |
| 3:00.29                               | Емане Сейфу Хаїле Ефіопія | Гебеха        | 26.02.2023   | [ 4 ] [ 5 ] |                  |
| 2 роки, 27 днів від дати встановлення |                           |               |              |             |                  |